# أنواع الهوايات
تتضمن هذه المقالة قائمة بأهم أنواع الهوايات التي يمارسها البشر. الهواية هي نشاط أو اهتمام أو مزاولة لأمر بهدف المتعة والاسترخاء. وتمارس الهوايات عادة أثناء وقت الفراغ. الهوايات الوارد ذكرها في هذه القائمة هي المعترف بها والمنظمة من خلال عضويات في جمعيات خاصة.

## هوايات تمارس داخلياً

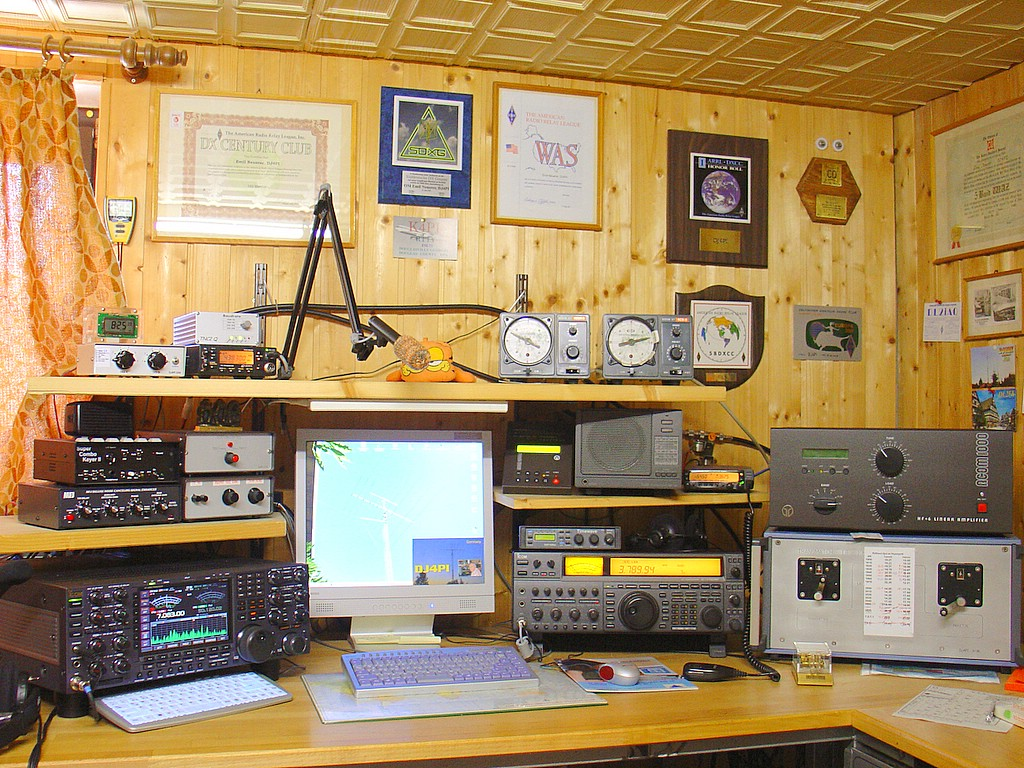
مثال على محطة إذاعة للهواة، ذات أربع أجهزة بث ومكبرات وكمبيوتر.

- طباعة ثلاثية الابعادمثال على محطة إذاعة للهواة، ذات أربع أجهزة بث ومكبرات وكمبيوتر.جمع قصاصات الصحف

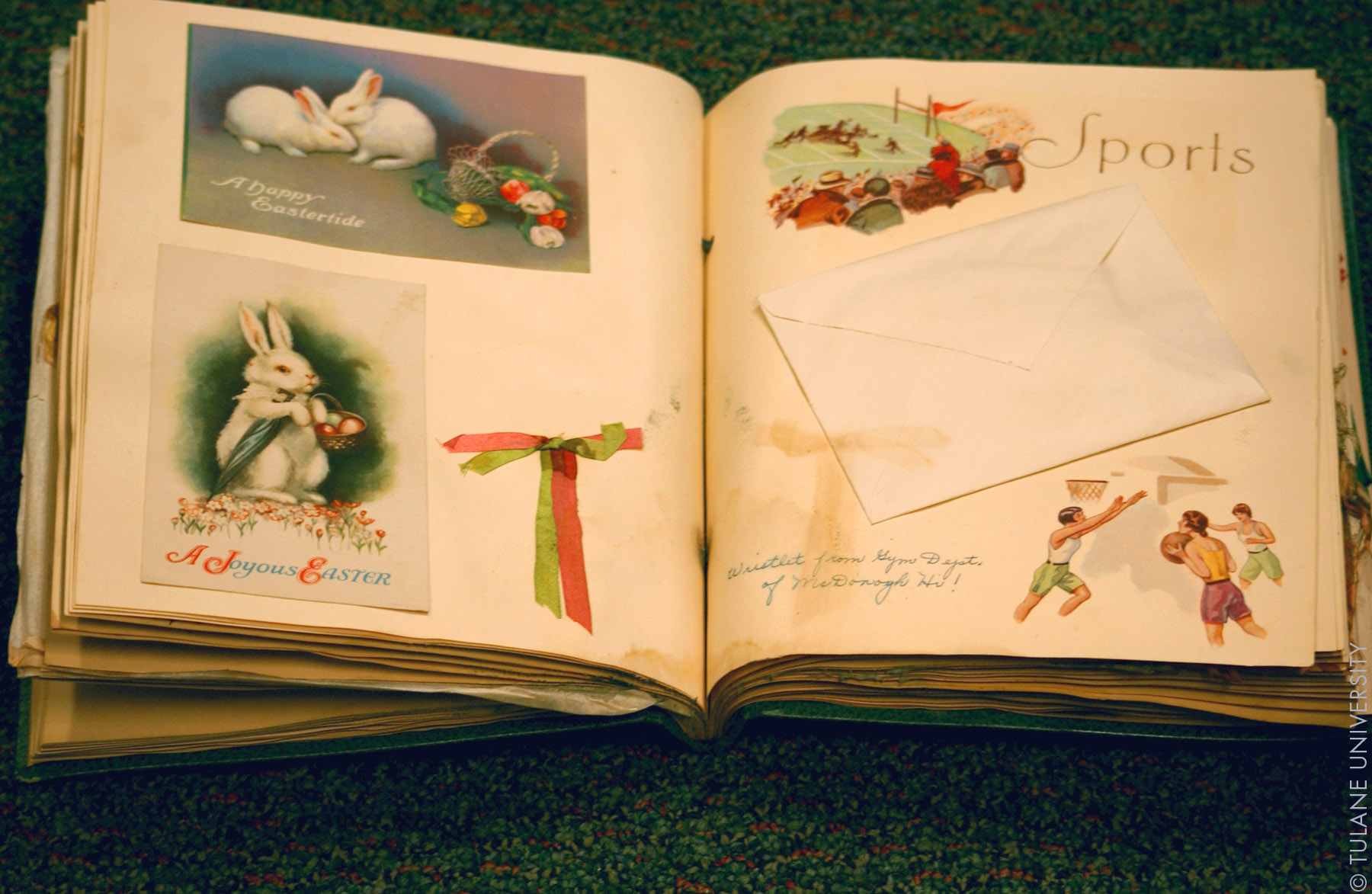
جمع قصاصات الصحف

- صيانة الجوالات
- هواية العناية بالحيوانات
- هواية اللاسلكي[1]
- Audiophilia
- Baton twirling
- بريك دانس
- صنع التروس
- التلوين
- البرمجة
- لغة مصطنعة
- الطبخ
- كوزبلاي
- الكتابة الإبداعية
- الكروشيه
- الرقص
- التطريز
- كرة القدم الخيالية
- العناية بأسماك الزينة
- تعلم اللغات الأجنبية
- ممارسة لعبة تقمص الأدوار
- علم الأنساب
- علم الأنساب الجينية
- هواية تربية الزواحف والبرمائيات
- تصوير الأفلام المنزلية
- Homebrewing
- صنع المجوهرات
- ألعاب الخفة
- تشذيب الحجارة
- الحياكة
- صناعة المخرمات
- صقل الحجارة الكريمة
- أشغال الجلود اليدوية
- اللعب بالليغو
- Locksport
- فن الوهم
- Model Building
- آلة موسيقية
- فن طي الورق (أوريغامي)
- تصوير (فنون تشكيلية)
- تنس الطاولة
- فخار
- تضريب اللحف
- RC cars
- القراءة
- Scrapbooking[الإنجليزية]
- النحت
- الخياطة
- الماكياج (مستحضر تجميل)
- الغناء
- صنع الصابون
- تحنيط الحيوانات
- ألعاب الفيديو
- الحفر على الخشب
- مشغولات خشبية
- بناء عالم
- الكتابة
- ممارسة اليوجا
- اللعب باليويو

## هوايات يمكن ممارستها في الخارج
- ممارسة الرياضات الهوائية
- حزم حقائب الظهر
- BASE jumping
- كرة القاعدة
- كرة السلة
- تربية النحل
- مراقبة الطيور
- Board sports
- بونساي
- القفز بالحبال
- التخييم
- كانو-كاياك
- كوزبلاي
- ركوب الدراجات
- قيادة مركبات
- بحث عن مؤن
- زراعة الحدائق
- هواية العثور على المخابئ
- صيد الأشباح
- جرافيتي
- تجوال
- هولا هوب
- صيد
- Inline Skating
- الركض
- كانو-كاياك
- التزلج الشراعي
- صناعة الطائرات الورقية واللعب بها
- لعبة تمثيل الأدوار الحية  [لغات أخرى]‏
- تشغيل آلي (صناعة معدنية)
- التنقيب عن المعادن
- رياضة المحركات الآلية
- ركوب الدراجات في الجبال
- البحث عن الفطر أو علم الفطريات
- Nordic skating
- باركور
- تصوير
- تسلق الجبال
- التزلج بالعجلات
- الرغبي (رياضة)
- الركض
- سباق القوارب الشراعية
- بناء القلاع الرملية
- التجديف
- التزلج على الجليد
- الهبوط بالمظلات
- ركمجة
- التزلج على الثلوج
- السباحة
- تاي تشي شوان
- الاستكشاف الحضري
- Vehicle restoration
- رياضات مائية

## هوايات التجميع
- اثر
- مقتنيات خاصة
- جمع الكتب
- جمع البطاقات
- جمع العملات
- جمع البطاقات البريدية  [لغات أخرى]‏
- جمع البطاقات البريدية
- Element collecting
- Modelling
- Record collecting
- جمع طوابع البريد
- جيولوجيا للهواة
- الكتب القديمة
- السيارات القديمة
- الملابس القديمة
- آثار
- Auto audiophilia
- فن صناعة لوحات الزهور المجففة
- Fossil hunting
- جمع الحشرات
- فن صناعة لوحات الزهور المجففة
- كاشف المعادن
- Mineral collecting
- موازنة الصخور
- زجاج البحر
- الأصداف

## هوايات المنافسة
- هواية العناية بالحيوانات
- الريشة الطائرة
- البلياردو
- البولينج
- الملاكمة
- بريدج
- التشجيع
- الشطرنج
- Color Guard
- Cubing
- Cricket (Indoor)  [لغات أخرى]‏
- الرقص
- المرماة
- مبارزة سيف الشيش
- Gaming
- غو
- الجمباز
- كرة زجاجية (لعبة)
- الفنون القتالية
- البوكر
- البرمجة
- طاولة كرة قدم
- كرة طائرة
- تدريب بالأثقال
- إير سوفت
- كرة القدم الأمريكية
- النبالة
- لعبة كرة القدم
- دوري كرة القدم الأسترالية
- سباق سيارات
- كرة القاعدة
- كرة السلة
- التسلق داخل الصالات المغلقة
- الكريكت
- ركوب الدراجات
- غولف القرص
- رياضة الكلاب
- فروسية
- Exhibition Drill
- هوكي الحقل
- تزلج فني على الجليد
- صيد السمك
- Footbag
- كرة قدم
- الجولف
- كرة اليد
- هوكي الجليد
- الجودو
- Jukskei
- كارتينغ
- Model aircraft making and flying
- كرة الطلاء
- سباق الحمام
- كرة الراح
- Radio-controlled car racing (hobby grade)
- رولر ديربي
- دوري الرغبي
- الركض
- الرماية
- التزلج على اللوح
- Slot car racing
- التزلج السريع
- الاسكواش
- الركمجة
- السباحة
- تنس الطاولة
- الرماية
- كرة المضرب
- Touch football
- التزلج التجولي  [لغات أخرى]‏
- كرة طائرة

## هوايات المراقبة

### داخلياً
- Audiophilia
- مجهرية
- قراءة
- Shortwave listening
- Videophilia (Home theater)

### خارجياً
- Aircraft spotting
- علم فلك الهواة
- جيولوجيا للهواة
- علم التنجيم
- مراقبة الطيور
- Bus spotting
- كرة القدم الأمريكية الجامعية
- هواية العثور على المخابئ
- Gongoozling
- البحث عن الزواحف والبرمائيات
- علم الطقس
- مراقبة الناس
- Trainspotting
- سفر
- مجتمع ويكيبيديا

## روابط خارجية
- هوايات لتخطي ملل الحياة - اعثر على هواية اليوم!
- اكتشف هواية: اختر من بين 255 هواية